# Cutie and the Boxer
Cutie and the Boxer é um documentário americano de 2013 produzido e dirigido por Zachary Heinzerling. Lançado em 19 de janeiro de 2013, no Festival de Sundance, concorreu ao Oscar 2014 na categoria de Melhor Documentário em Longa-metragem.